# Slag om de IJzer

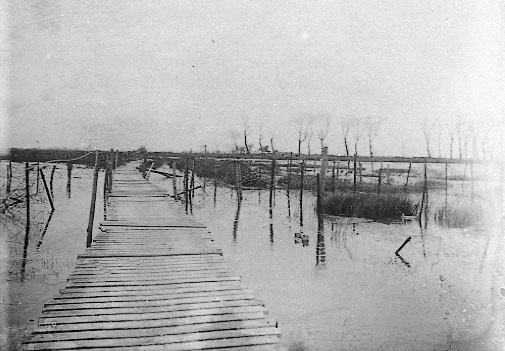
Onder water gezet gebied

De Slag om de IJzer was een veldslag in de Eerste Wereldoorlog die begon op 18 oktober en eindigde op 31 oktober 1914.

## Wat voorafging
Op 12 oktober 1914 rukken de Duitsers Gent binnen en de volgende dag wappert de Duitse vlag op het stadhuis. De Britten nemen vanaf 14 oktober 1914 defensieve posities in ten noorden van Ieper. De volgende dagen stellen Franse en Belgische troepen zich op achter de IJzer en de Ieperlee. Uitgeput graven ze zich in in spoedloopgraven onder de belofte van hun oversten spoedig naar huis terug te keren. Op 16 oktober 1914 arriveren Duitse verkenningstroepen in Diksmuide en reeds de volgende dag gaan deze tot de aanval over, die succesvol door de Franse Fusiliers marins wordt afgeslagen.

## De slag
Op 18 oktober 1914 gaat de Slag om de IJzer van start. Veldmaarschalk John French geeft de British Expeditionary Force opdracht naar Menen en Rijsel te vertrekken, maar wordt door de Duitsers in zijn opzet gehinderd. Oostelijk van Nieuwpoort, bij Mannekensvere dringen de Duitsers door en verjagen de Belgen uit hun verdedigingslinie. 's Nachts nemen de Belgische troepen wraak en kunnen enkele posities opnieuw innemen. Hun succes is maar van korte duur, want enkele uren later worden ze weer verdreven.
Diksmuide komt onder vuur op 18 oktober 1914 maar de Belgische troepen wijken niet. Lombardsijde wordt enkele uren later ingenomen nadat de Duitsers het kanaal Plassendale-Nieuwpoort zijn overgestoken. Diezelfde dag moeten de Belgen bijna al hun voorposten opgeven. En op 20 oktober 1914 staan de Duitsers aan de IJzer.
De volgende dag vallen de Duitsers Tervate aan en slagen erin een loopbrug over de IJzer te slaan en een bruggenhoofd te vormen op de linkeroever. Ze dreigen door te stoten naar Duinkerke en de situatie wordt kritiek voor de Belgische verdediging. Zeker voor de volgende dagen want ook de 2e verdedigingslinie wordt bedreigd als de Duitsers hun posities op de linkeroever weten te verstevigen.
Op 21 oktober was reeds een deel van de polder Noord van de IJzer (tussen kanaal van Plassendale en Ijzer) onder water gezet door met de hulp van schipper Hendrik Geeraert en luitenant Lucien François aan het sluizencomplex van Nieuwpoort de verlaten van de Kreek van Nieuwendamme te openen.
Op 25 oktober 1914 wordt de situatie zo kritiek dat koning Albert I van België, de opperbevelhebber van het Belgische leger, besluit om de polder tussen de IJzer en de spoorweg Nieuwpoort-Diksmuide te inunderen. Toenmalig vrederechter Feys (later werd deze tot onderzoeksrechter benoemd) had kolonel Wielemans van het Belgisch hoofdkwartier gewezen op een vroegere inundatie die aanleiding had gegeven tot het betalen van vergoedingen aan boeren. Overigens waren de inwoners van het poldergebied van de IJzervlakte zich bewust van de mogelijkheid van inundaties als onderdeel van militaire defensieve operaties. Ook het Belgische Leger zelf was vertrouwd met de militaire waarde van onderwaterzettingen. Inundaties waren een onderdeel van de Vesting Antwerpen. Het plan zelf wordt opgesteld door de staf van het Belgische leger. Het leger was echter niet vertrouwd met de plaatselijke situatie en de bouw van het sluizencomplex in Nieuwpoort vanaf 1870 was dusdanig dat de onderwaterzettingstechniek normaal niet meer mogelijk was. Daarom wordt een beroep gedaan op Karel Cogge, als raadgever. Hij was toezichter bij de Noord Watering Veurne, het geheel van grachten, sloten en vaarten dat de IJzervlakte Zuid en West van de IJzer ontwatert, en vertrouwd met elk detail van de watering. Aanvankelijk aarzelde het Belgisch opperbevel om in te grijpen aan de Overlaat van Veurne-Ambacht zoals Cogge had voorgesteld. Men had geen idee hoe dicht de vijand was genaderd. De militairen informeerden naar een alternatief, wat Cogge kon leveren. Hij stelde een ingreep voor via het Spaanse sas, ook Spaanse sluis, Kattesas of Oude Veurnevaart sas genoemd. Er moesten enkele voorzorgen worden genomen en het resultaat was aanvankelijk niet bevredigend, al werkte het vanaf 28 oktober 1914 automatisch. Op 27 oktober 1914 werd een eerste proging ondernomen door Karel Cogge en kapitein Robert Thys. Doordat de stormvloeddeurn niet voldoende zijn vastgemaakt mislukte deze eerste poging. Omwille van de hoogdringendheid en het advies van een teruggeroepen bevoegd ambtenaar, ingenieur Bourgoignie, uit Le Havre, werd dan toch een onderneming gestart aan de Overlaat van Veurne-Ambacht aan de Ganzepoot te Nieuwpoort. Bij de tweede poging op 28 oktober doen de beiden een nieuwe poging met verankerde vloedeuren. Het debiet blijft echter klein door dat de balkenstuw van de Grote Beverdijkvaart volleidg gesloten blijkt. In de nacht van 29 op 30 oktober 1914 worden bij vloed de verlaten van Veurne Ambacht aan de Ganzepoot in Nieuwpoort voor het eerst geopend door Belgische militairen waaronder kapitien Fernand Umé. Hendrik Geeraert, een burger die al hielp bij de allereerste inundatie op 21 oktober, is er hier ook bij. Het zeewater stroomt door de Veurne Ambacht verlaten in de Noordvaart en verspreidt zich verder door de sloten en grachten over de polder. De sluizen worden weer gesloten wanneer het water in de Noordvaart even hoog staat als het niveau van de zee. Dit manoeuvre wordt bij de volgende nachtelijke hoge getijden, nog enkele keren herhaald. Ondertussen worden Pervijze, Ramskapelle, Nieuwpoort en Diksmuide onophoudelijk onder artillerievuur genomen. Om redenen waarover men enkel kan speculeren hebben de Duitsers het belang van het sluizencomplex en de mogelijkheden tot inundatie niet erkend. Pas wanneer de polder in een ontoegankelijke watervlakte is veranderd en hun troepen ten zuiden en ten westen van de IJzer hopeloos vast zitten, zullen ze zich rekenschap geven van het gebeurde.
Op 29 oktober 1914 zijn er hevige gevechten op de spoorweg Nieuwpoort-Diksmuide. De Duitse generaal Erich von Falkenhayn, chef van de Duitse generale staf, heeft ondertussen de sterkte van zijn 4e en 6e leger opgebouwd om na de IJzer de havens van Calais en Boulogne in te kunnen nemen. Op deze manier hebben de Duitsers een voordeel van zes tegen een.
Op 30 oktober 1914 wordt de tweede Belgische verdedigingslinie toch gebroken door een aanval tussen Nieuwpoort en Rijsel door de Duitse 5e reservedivisie. Als ze Pervijze en Ramskapelle proberen in te nemen stuiten ze op hevige tegenaanvallen van de Belgen en Fransen. Ze proberen zich terug te trekken achter de IJzer maar ondertussen is het water zo gestegen dat het hele gebied ten Westen van de IJzer blank staat.
Het front aan de IJzer zit muurvast. De Duitse keizer verlaat ontmoedigd het front. Alleen rond Ieper wordt volop gestreden over de paar meters grond tussen de Duitse en Britse linies (zie Eerste Slag om Ieper).
Op 10 november 1914 bezetten de Duitsers Diksmuide. Maar als het twee dagen later begint te sneeuwen, graven alle partijen zich in. Dit luidt het voorlopige einde van de strijd in.
Tussen 15 ne 20 november 1914 werd een derde onderwaterzetting uitgevoerd door de Belgische genie. De ijzersluizen werden bij hoogwater geopend om de Handzamevallei en de broeken van Woumen en Merken onder water te zetten. Bij de knokkebrug was een dam van zandzakken geplaatst om de onderwaterzetting te beperken tot aan het Ieperleekanaal.
Lange tijd bleef het stil aan het westfront, soldaten kropen zo diep mogelijk weg in de loopgraven. De onderwaterzetting gaf een gevoel van veiligheid, al bleek dit gevoel van veiligheid vals toen tijdens de nacht van 15 januari - 16 januari 1916 de soldaten plots oog in oog kwamen te staan met drie Duitsers. Men dacht dat het onmogelijk was zo'n grote afstand af te leggen door het ijskoude water. Met grote ontzetting ondervond men dat de soldaten uitgerust waren met speciaal ontworpen zwempakken, bestaande uit zeildoek, teer en rubber zodat ze zich gedurende lange tijd in uiterst koud water konden voortbewegen. Bovendien kwam men te weten na ondervraging dat er soldaten getraind werden om op deze manier de vijand te besluipen. Meteen werd de beveiliging van de wachtposten strenger gecontroleerd. Het bleef echter bij deze drie "zwemmers".